# Yaxché Akal
Yaxché Akal är en ort i Mexiko.   Den ligger i kommunen Hopelchén och delstaten Campeche, i den östra delen av landet, 1 000 km öster om huvudstaden Mexico City. Yaxché Akal ligger 105 meter över havet och antalet invånare är 140.
Terrängen runt Yaxché Akal är platt. Runt Yaxché Akal är det mycket glesbefolkat, med 2 invånare per kvadratkilometer. Närmaste större samhälle är Hopelchén, 16,6 km sydväst om Yaxché Akal. I omgivningarna runt Yaxché Akal växer i huvudsak städsegrön lövskog.